# Trifenilmetano
O trifenilmetano (ou tritano) é um sólido incolor que apresenta três grupos fenilo e um átomo de hidrogênio unidos a um átomo de carbono. Derivados desta estrutura se encontram no centro de numerosos corantes (que são chamados, também, de derivados e corantes de triarilmetano).

## Dados físico-químicos
- Fórmula: H-C(C6H5)3  =  C19H16
- Massa molecular: 244,33 g/mol
- Ponto de fusão:  92 - 94 ºC
- Ponto de ebulição: 358 - 359 ºC
- Densidade: 1,014 g/ml (25 ºC)
- Número CAS: 519-73-3

## Síntese
A síntese do trifenilmetano pode realizar-se mediante alquilação de Friedel-Crafts a partir de benzeno e clorofórmio em presença de tricloreto de alumínio como catalisador.
Normalmente o rendimento é maior se em vez de clorofórmio se utiliza dicloreto de benzilideno (C6H5CHCl2; disponível a partir de benzaldeído e pentacloreto de fósforo).

## Reatividade
O hidrogênio sobre o carbono central do trifenilmetano pode-se remover facilmente tanto na forma de hidreto como na forma de próton já que o íon correspondente é estabilizado por mesomeria com possibilidade de passar a carga aos anéis fenílicos. Este efeito é ainda mais forte nos sistemas que levam substituintes +M ou -M (que têm efeito eletron-doador ou elétron-atrator por mesomeria) em posição orto ou para.
Também o radical de trifenilmetil é estabilizado pelo mesmo efeito e se trata do primeiro radical orgânico estável descrito. Usualmente não é obtido a partir do mesmo trifenilmetano senão por redução do cloreto correspondente com sódio metálico. 
(C6H5)3CCl  +  2 Na   →  (C6H5)3CNa  +  NaCl
A dimerização é impedida além disso por efeitos estéricos de repulsão entre os grupos fenilo. No dímero formado ao guiardar o radical em dissolução uma unidade se une através do carbono central a um anél fenílico da outra molécula com perda da aromaticidade do anel afetado.

## Aplicações

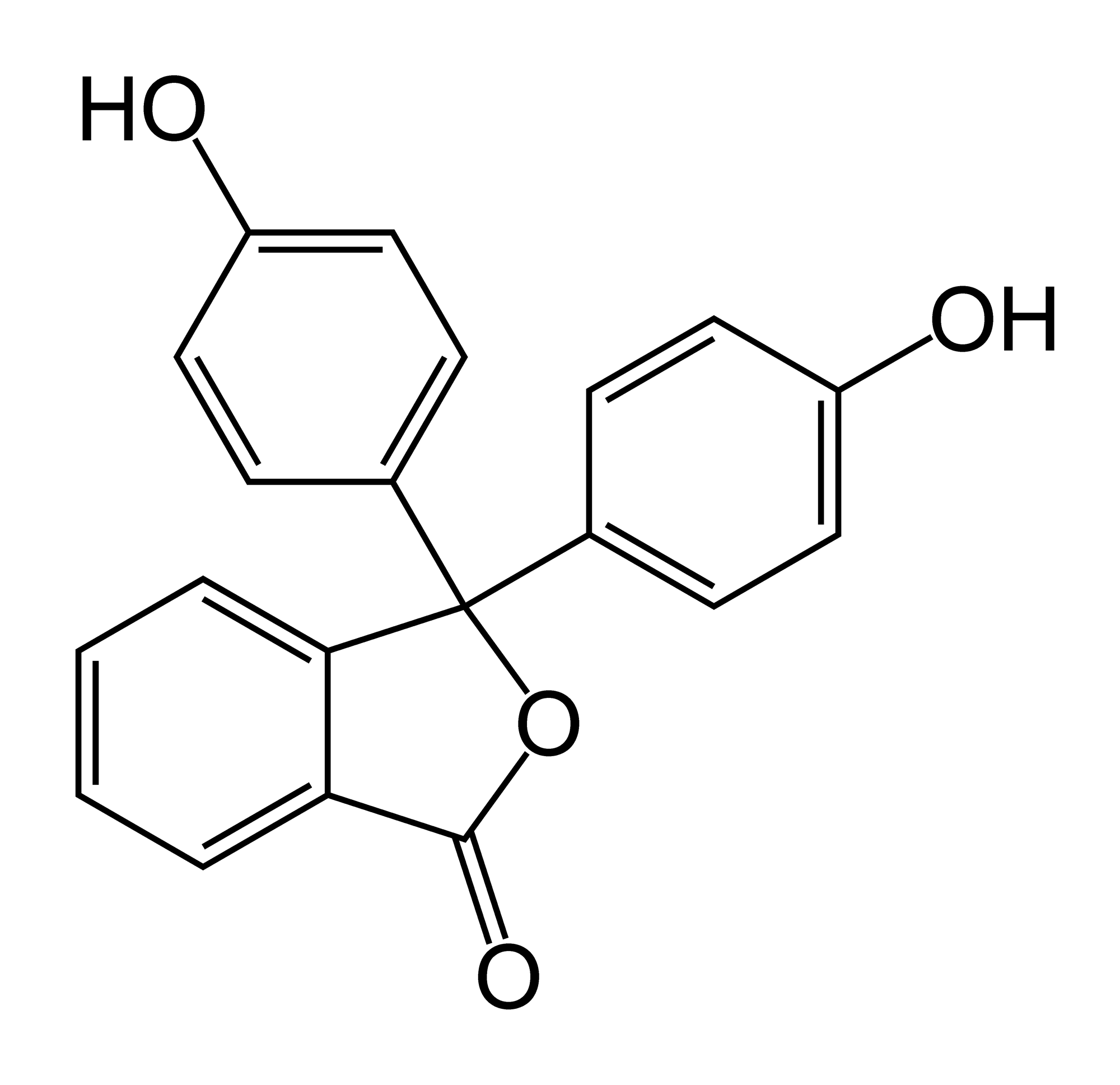
Fenolftaleína

Verde de bromocresol

Estrutura do verde malaquita

O próprio trifenilmetano não tem aplicações destacadas porém a estrutura se encontra em muitos corantes como a fenolftaleína (resultante da condensação entre o fenol e o anidrido ftálico), o verde de bromocresol e o verde malaquita, etc.